# Capitaine Nakara
Pour plus de détails, voir Fiche technique et Distribution.
Capitaine Nakara est une comédie du réalisateur kenyan Bob Nyanja, sortie en 2011.

## Synopsis
Au Kwetu, un pays africain dans les années soixante-dix, Muntu, un petit criminel s'éprend Muna, fille d'un évêque évangéliste. Il prétend posséder des emplacements lucratifs sur le marché local mais ne peut concrétiser son mensonge en raison de la corruption omniprésente dans le pays. Pour s'assurer le respect et défendre son honneur, il vole un uniforme militaire et se fait appeler capitaine Nakara.

## Fiche technique
- Titre original : The Captain of Nakara
- Titre français : Capitaine Nakara
- Réalisation : Bob Nyanja
- Scénario : Cajetan Boy, Martin Thau
- Production : Oliver Thau et Mario Zvan
- Photographie : Helmut Fischer
- Musique : Jan Tilman Schade
- Costumes : Sophie Oprisano
- Décors : Vittoria Sogno
- Montage : Henry Silver
- Genre : Comédie
- Langue : swahili et anglais
- Durée : 87 minutes
- Dates de sortie[1] : 
  - États-Unis : 12 février 2012
  - France : 21 septembre 2012

## Distribution
- Bernard Safari (V. F. : Diouc Koma) : Muntu
- Shirlen Wanjari (V. F. : Fily Keita) : Muna
- Charles Kiarie (V. F. : Frantz Confiac) : Sunday
- Charles Bukeko (V. F. : Med Hondo) : Général Lumumba
- Patrick Oketch : Capitaine

Sources et légende : Version française selon le carton de doublage diffusé sur Arte.